# Lee Min-ki
Lee Min-ki (Hangul: 이민기, Hanja: 李民基, RR: I Min-gi), es un actor y cantante surcoreano.

## Biografía
Estudió artes de cine en la Universidad Konkuk.
Realizó su servicio militar obligatorio el 7 de agosto del 2014, el cual finalizó el 6 de agosto del 2016.

## Carrera
Es miembro de las agencias "Good Management" y "KT Music Korea".
Ha aparecido en sesiones fotográficas para "Elle Korea", "Harper’s Bazaar", "Marie Claire", "Cosmopolitan", "Youth", "Vogue Girl Magazine", entre otros...
En abril del 2006 se unió al elenco principal de la serie Love Truly donde dio vida a Nam Bong-ki, al egocéntrico, individualista y guapo guardaespaldas de la familia del presidente, hasta el final de la serie el 6 de agosto del mismo año.
En el 2007 se unió al elenco de la serie Four Gold Chasers donde interpretó a Park Mu-yeol, un instructor con problemas de dinero en el centro de taekwondo.
El 3 de enero del mismo año se unió al elenco principal de la serie Dal-ja's Spring donde dio vida a Kang Tae-bong, un joven que trabaja en una agencia de citas y que comienza a enamorarse de Oh Dal-ja (Park Chae-rim), luego de que ella lo contratara para que pretendiera ser su novio, hasta el final de la serie el 15 de marzo del mismo año.
En noviembre del 2011 apareció por primera vez como invitado en el popular y exitoso programa de variedades surcoreano Running Man donde formó parte del equipo "Red Team" junto a Ha-ha, Kim Jong-kook y Lee Kwang-soo. Y posteriormente en el equipo "Chasing Team" junto a Yoo Jae-suk, Song Ji-hyo, Ha-ha, Ji Suk-jin, Lee Kwang-soo, Gary y Park Chul-min.
En enero del 2012 realizó una aparición especial en la serie Shut Up Flower Boy Band donde interpretó al carismático Joo Byung-hee, el original líder, vocalista y guitarrista de la banda "Eye Candy", que muere luego de ser golpeado por un camión durante una pelea con la banda "Strawberry Fields".
En el 2014 se unió al elenco principal de la película For the Emperor donde dio vida a Lee Hwan, un prometedor jugador de béisbol que pierde todo cuando es expulsado de su liga luego de verse implicado en un escándalo de arreglo de partidos y que pronto es reclutado para trabajar en el "Emperor Capital", la mayor compañía de préstamos privados en Busan.
En marzo del mismo año se unió al elenco del thriller Monster donde interpretó a Tae-soo, un asesino en serie despiadado e impredecible que comete asesinatos brutales sin ninguna razón y que luego cubre metódicamente sus huellas.
En el 2015 se unió al elenco principal de la película Shoot Me in the Heart donde dio vida a Seung-min, un joven que es institucionalizado en un hospital psiquiátrico a la fuerza por su codicioso medio hermano a pesar de ser el heredero de una gran fortuna.
El 9 de octubre del 2017 se unió al elenco principal de la serie Because This is My First Life donde interpretó a Nam Se-hee, un peculiar diseñador de computadoras que ha comprado un apartamento y está en proceso de pagar la hipoteca, que preferiría pasar sus días con su gato que casarse, cuya vida cambia cuando conoce a Yoon Ji-ho (Jung So-min), hasta el final de la serie el 28 de noviembre del 2017.
En el 2018 realizó una aparición especial en la película Detective K: Secret of the Living Dead.El 29 de junio del mismo año se anunció que aparecería como invitado en la popular serie What's Wrong with Secretary Kim donde dio vida a Kim Young-man, el padre de Kim Min-so (Park Min-young) de joven, un aspirante a estrella de rock. En la serie la actriz Jung So-min interpretó a su esposa.
El 8 de julio del 2018 se anunció que se había unido al elenco principal de la nueva serie The Beauty Inside, donde interpretó a Seo Do-jae, el director de una compañía aérea que sufre de prosopagnosia y su vida cambia cuando aparece Han Se-gye (Seo Hyun-jin) una famosa actriz que se ha visto involucrada en variedad de escándalos debido a que cambia de cuerpo una vez al mes, y es la única persona que Do-Jae puede reconocer siempre sin importar que rostro tenga, hasta el final de la serie el 20 de noviembre del mismo año
El 12 de octubre del 2019 se unió al elenco principal de la serie The Lies Within (también conocida como "Everyone’s Lies") donde dio vida al detective Cho Tae-shik, un hombre talentoso con voluntad y suerte que parece frío por fuera pero que en realidad es cariñoso y audaz, hasta el final de la serie el 1 de diciembre del mismo año.
En enero del 2020 se anunció que se había unido al elenco de la película Three Days donde interpretó al sacerdote Ban, quien se entrena en exorcismo en el Vaticano.
El 24 de marzo de 2021 se unió al elenco principal de la serie Oh My Ladylord (también conocida como "Oh! Master]"), donde dio vida a Han Bi-soo, un exitoso escritor de dramas de suspenso en Corea que decide no tener citas.
En abril de 2022 se unió al elenco principal de la serie Mi diario de liberación, donde interpreta a Yeom Chang-hee, el hermano mayor de Yeom Min-jung (Kim Ji-won) y el hijo mediano de su familia. Un hombre sin objetivos, sin sueños y sin ninguna ambición particular, aunque puede ser inmaduro todo lo que dice es siempre sorprendentemente lógico, hasta el final de la serie el 29 de mayo del mismo año.
En noviembre de 2022 hizo una aparición especial en la película Decibel como el teniente Hwang Yong-woo, teniente de Submarinos de la Armada. A finales del mismo año se unió al elenco principal de la serie Con tacto especial, donde interpreta a Moon Jang-yeol, un detective apasionado de Seúl que es enviado al pueblo Moojin para resolver delitos menores y se ve involucrado con la veterinaria del pueblo Bong Ye-boon (Han Ji-min) quien tiene habilidades psicométricas y le ayudará con la resolución de sus casos para poder regresar a Seúl. Actualmente es un drama que se encuentra en emisión todos los sábados y domingos a las 22:30 (KST).

## Filmografía

### Series de televisión
| Año  | Título                          | Personaje                | Notas            | Ref.                 |
| ---- | ------------------------------- | ------------------------ | ---------------- | -------------------- |
| 2004 | My Older Brother                | Kang Min-ki              | Drama City       |                      |
| 2005 | Oh! Sarah                       | Kang Min-ki              | Drama City       |                      |
| 2005 | Be Strong, Geum-soon!           | Noh Tae-hwan             |                  |                      |
| 2005 | Booyong of Mt. Kyeryong         | Hyeong-soo               | Drama City       |                      |
| 2005 | Taereung National Village       | Hong Min-ki              | MBC Best Theater |                      |
| 2005 | Rainbow Romance                 | Lee Min-ki               | 13 episodios     |                      |
| 2006 | Love Truly                      | Nam Bong-ki              | 34 episodios     |                      |
| 2007 | Dal-ja's Spring                 | Kang Tae-bong            | 22 episodios     |                      |
| 2007 | Four Gold Chasers               | Park Mu-yeol             | 16 episodios     |                      |
| 2012 | Shut Up Flower Boy Band         | Joo Byung-hee            | 2 episodios      |                      |
| 2017 | Because This is My First Life   | Nam Se-hee               | 16 episodios     |                      |
| 2018 | What's Wrong with Secretary Kim | Kim Young-man (de joven) | Ep. 1.10         |                      |
| 2018 | The Beauty Inside               | Seo Do-jae               | 16 episodios     |                      |
| 2019 | The Lies Within                 | Det. Jo Tae-sik          | 16 episodios     |                      |
| 2021 | Oh My Ladylord                  | Han Bi-soo               | 16 episodios     | [ 42 ]               |
| 2022 | Mi diario de liberación         | Yeom Chang-hee           | 16 episodios     | [ 43 ] [ 44 ]        |
| 2023 | Con tacto especial              | Moon Jang-yeol           | 16 episodios     | [ 45 ]               |
| 2024 | Crash                           | Cha Yeon-ho              | 12 episodios     | [ 46 ] [ 47 ]        |
| 2024 | Face Me                         | Cha Jung-woo             | 12 episodios     | [ 48 ] [ 49 ] [ 50 ] |

### Películas
| Año  | Título                                 | Personaje               | Notas                                                                                             |
| ---- | -------------------------------------- | ----------------------- | ------------------------------------------------------------------------------------------------- |
| 2006 | Riverbank Legends                      | Estudiante              |                                                                                                   |
| 2007 | A Good Day to Have an Affair           | Universitario           | junto a Kim Hye-soo, Yoon Jin-seo, Lee Jong-hyuk y Jung Eun-pyo                                   |
| 2008 | Humming                                | Oh Chun-jae             |                                                                                                   |
| 2008 | Romantic Island                        | Lee Jung-hwan           |                                                                                                   |
| 2009 | Oishii Man                             | Kim Hyun-seok           |                                                                                                   |
| 2009 | Tidal Wave (Haeundae)                  | Choi Hyeong-sik         |                                                                                                   |
| 2009 | A Million                              | Park Cheol-hee          | junto a Park Hae-il, Shin Min-ah, Park Hee-soon, Shin Dong-mi, Lee Chun-hee y Jung Yu-mi          |
| 2011 | Quick                                  | Han Ki-su               |                                                                                                   |
| 2011 | Spellbound                             | Ma Jo-goo               |                                                                                                   |
| 2013 | Very Ordinary Couple                   | Lee Dong-hee            |                                                                                                   |
| 2014 | Monster                                | Tae-soo                 | junto a Kim Go-eun, Kim Roi-ha, Ahn Seo-hyun, Kim Bo-ra, Bae Seong-woo, Park Chul-min y Sung Hyuk |
| 2014 | For the Emperor                        | Lee Hwan                |                                                                                                   |
| 2015 | Shoot Me in the Heart                  | Seung-min               | junto a Yeo Jin-goo, Yu Oh-seong, Kim Jung-tae y Kim Gi-cheon                                     |
| 2018 | Detective K: Secret of the Living Dead |                         | junto a Kim Myung-min, Oh Dal-su, Kim Ji-won y Kim Bum                                            |
| 2020 | Three Days                             | Sacerdote Ban           | junto a Park Shin-yang                                                                            |
| 2022 | Decibel                                | Teniente Hwang Yong Woo |                                                                                                   |

### Programas de variedades
| Año     | Programa               | Notas                          | Ref.   |
| ------- | ---------------------- | ------------------------------ | ------ |
| -       | X-Man                  |                                |        |
| 2005-06 | Come to Play           |                                |        |
| 2007    | Happy Sunday Heroine 6 |                                |        |
| 2007    | YashimManMan           |                                |        |
| 2011    | Running Man            | Episodio 70 - invitado         |        |
| 2014    | Entertainment Relay    | Invitado - junto a Yeo Jin-goo | [ 51 ] |

### Apariciones en videos musicales
| Año  | Artista / Grupo          | Canción                 | Ref.   |
| ---- | ------------------------ | ----------------------- | ------ |
| 2004 | Nina                     | "Hit'm"                 |        |
| 2005 | Soul Star                | "Only One for Me"       |        |
| 2007 | The Name ft. Choi Jin-yi | "After... The Break-up" |        |
| 2008 | The One                  | "My Girl"               |        |
| 2012 | Nell                     | "Only One For Me"       |        |
| 2013 | Han So-hyun              | "Sorry"                 | [ 52 ] |

### Anuncios
| Año  | Título         | Ref.   |
| ---- | -------------- | ------ |
| 2013 | Unionbay       | [ 53 ] |
| -    | Nizoral        |        |
| -    | LG Phone & Fun |        |
| -    | LGT OZ         |        |
| -    | Pizza Etang    |        |
| -    | SK Telecom     |        |

### Revistas / sesiones fotográficas
| Año  | Título      | Notas        | Ref.   |
| ---- | ----------- | ------------ | ------ |
| 2021 | Dazed Korea | Junto a Nana | [ 54 ] |

## Discografía

### Álbumes
| Título                     | Tipo   | Lanzamiento              | Sello                              | Artista                           | Lista de Canciones |
| -------------------------- | ------ | ------------------------ | ---------------------------------- | --------------------------------- | --- |
| Everything                 | Single | 11 de abril de 2013      | Go_od/CJ E&M                       | Lee Min-ki ft. 3rd Coast          | 1. Everything 2. Everything (Inst.)                                                                                                  |
| Those Days I Had with You  | Single | 14 de marzo de 2013      | Go_od/CJ E&M                       | Lee Min-ki ft. 3rd Coast          | 1.지난날 (Those Days I Had with You) 2. 지난날 (Those Days I Had with You) (Inst.)                                                   |
| No Kidding                 | EP     | 11 de agosto de 2009     | Locksmith por Shyoshyo Type/CJ E&M | Lee Min-ki                        | 1.영원한 여름 (Eternal Summer) 2. Dreaming 3. Joujou (Let me see the love) 4. Play My Way 5. Tonite, Tonite 6. Joujou (♥Minki Remix) |
| We Can't Forget the Reason | Single | 10 de diciembre de 2008  | -                                  | Lee Min-ki ft. Weekenders         | 1.We Can't Forget the Reason 2. We Can't Forget the Reason (Inst.)                                                                   |
| Power of Love Part 2       | Single | 14 de noviembre de 2008  | -                                  | FreeTEMPO ft. Lee Min-ki          | 1.Power of Love (3rd Coast Remix) |
| Power of Love              | Single | 26 de septiembre de 2008 | -                                  | FreeTEMPO ft. Sheean y Lee Min-ki | 1.Power of Love |

### Soundtrack
| Año  | Canción                                                                                     | Notas                           |
| ---- | ------------------------------------------------------------------------------------------- | ------------------------------- |
| 2006 | 1. "Like Candy 2"                                                                           | OST de I Really Really Like You |
| 2006 | 1. "Before Sadness Comes"                                                                   | OST de Rainbow Romance          |
| 2009 | 1. "Frozen Mountain" 2. "Neanderthal Man II" 3. "Disappears Like That" 4. "A Match for You" | OST de Oishii Man               |
| 2012 | 1. "Not in Love" 2. "jaywalking"                                                            | OST de Shut Up Flower Boy Band  |
| 2013 | 1. "Everything" 2. "Those Day I Had With You"                                               | OST de Very Ordinary Couple     |

## Premios y nominaciones
| Año  | Premio                      | Categoría                               | Trabajo                             | Resultado |
| ---- | --------------------------- | --------------------------------------- | ----------------------------------- | --------- |
| 2004 | KBS Drama Award             | Best Actor in a Special/One-Act Drama   | My Older Brother                    | Nominado  |
| 2005 | KBS Drama Award             | Best Actor in a Special/One-Act Drama   | Oh! Sarah, Booyong of Mt. Kyeryong  | Nominado  |
| 2005 | MBC Drama Award             | Best New Actor                          | Be Strong, Geum-soon!               | Ganó      |
| 2007 | 43rd Baeksang Arts Award    | Best New Actor (TV)                     | I Really Really Like You            | Nominado  |
| 2007 | 28th Blue Dragon Film Award | Best New Actor                          | A Good Day to Have an Affair        | Nominado  |
| 2007 | KBS Drama Award             | Excellence Award, Actor in a Miniseries | Dal-ja's Spring y Four Gold Chasers | Nominado  |
| 2009 | 2nd Style Icon Award        | New Movie Icon                          | -                                   | Ganó      |
| 2009 | 30th Blue Dragon Film Award | Best Supporting Actor                   | Tidal Wave                          | Nominado  |
| 2010 | 46th Baeksang Arts Award    | Best New Actor                          | Tidal Wave                          | Ganó      |
| 2021 | 2021 MBC Drama Award        | Best Couple Award (junto a Nana)        | Oh My Ladylord                      | Nominados |